# Molly Parker
Molly Parker, född 30 juni 1972 i Maple Ridge, British Columbia, är en kanadensisk skådespelare.

## Filmografi i urval
- 1999 – Sunshine
- 1999 – Fem sinnen
- 1999 – Wonderland
- 2000 – Waking the Dead
- 2004–2006 – Deadwood (TV-serie) (35 avsnitt)
- 2005 – Nio liv
- 2006 – Hollywoodland
- 2006 – The Wicker Man
- 2009 – Vägen
- 2011 – Dexter (TV-serie) (fyra avsnitt)
- 2012 – Firman (TV-serie) (22 avsnitt)
- 2012 – Hemingway & Gellhorn
- 2014–2016 – House of Cards (TV-serie) (25 avsnitt)
- 2016 – American Pastoral
- 2016 – Goliath (TV-serie) (åtta avsnitt)
- 2018–2021 – Lost in Space (TV-serie) (28 avsnitt)
- 2020 – Pieces of a Woman
- 2021 – Jockey
- 2023 – Peter Pan och Lena
- 2023 – Accused (TV-serie) (avsnittet "Laura's Story")